# Колесо часу (телесеріал)
«Колесо часу» (англ. The Wheel of Time) — телесеріал за мотивами циклу «Колесо часу» Роберта Джордана. Прем'єра відбулася 19 листопада 2021 року на стрімінговій платформі Amazon Prime Video.
У травні 2021 року, ще до прем'єри першого сезону, серіал був продовжений на другий сезон.

## Сюжет
Сюжет заснований на циклі «Колесо часу» Роберта Джордана і оповідає про простих юнаків з невеликого села — Емондового Лугу, що в Дворіччі — Ранда, Перріна і Мета, на яких починає полювати Темний і його поплічники. Морейн Дамодред — повноправна сестра могутнього жіночого ордена «Айз Седай», та її гайдин — Лан Мандрагоран, забирають хлопців для того, щоб вберегти їх і доставити в єдине безпечне місце — Тар Валон. До подорожі приєднуються таємничий менестрель Том Меррилін, що не довіряє Айз Седай, Мудра їхнього села — Найнів та її учениця, кохана Ранда — Егвейн.

## У ролях
| Актор                 | Роль              |
| --------------------- | ----------------- |
| Розамунд Пайк         | Морейн Дамодред   |
| Джоша Страдовскі      | Ранд ал'Тор       |
| Маркус Ратерфорд      | Перрін Айбара     |
| Зої Робінс            | Найнів ал'Міра    |
| Барні Харріс          | Мет Коутон        |
| Маделейн Медден       | Егвейн ал'Вір     |
| Деніел Генні          | Лан Мандрагоран   |
| Майкл Мак-Елхеттон    | Тем ал'Тор        |
| Альваро Морте         | Логайн Аблар      |
| Хаммед Анімашон       | Лоял              |
| Олександр Віллауме    | Том Меррілін      |
| Йохан Майерс          | Падан Фейн        |
| Дженніфер Чеон Гарсія | Ліане Шаріф       |
| Марія Дойл-Кеннеді    | Ілла              |
| Деріл Маккормак       | Ар                |
| Наріндер Самра        | Раен              |
| Пріянка Бозе          | Аланна Мосвані    |
| Емманьюел Імані       | Іхвон             |
| Тейлор Нейпір         | Максим            |
| Кейт Флітвуд          | Ліандрін          |
| Крістофер Сіуреф      | Абелл Коутон      |
| Джулієт Хауленд       | Натті Коутон      |
| Манді Саймондс        | Дейз Конгар       |
| Лолита Чакрабарті     | Марін ал'Вір      |
| Майкл Туахін          | Бран ал'Вір       |
| Девід Стерн           | Кенн Буйе         |
| Абдул Саліс           | Еамон Валда       |
| Стюарт Грем           | Джефрам Борнхальд |
| Кае Олександр         | Мін Фаршав        |
| Софі Оконедо          | Суан Санчей       |
| Клер Перкінс          | Кірені Нагаші     |
| Петер Францен         | Степін            |
| Паша Бокарі           | майстер Грінуелл  |
| Дженніфер К. Престон  | місіс Грінвелл    |
| Даррен Кларк          | Базел Гілл        |

## Виробництво
У 2004 році Роберт Джордан продав права на екранізацію циклу своїх творів «Колесо часу» компанії Red Eagle Entertainment.
20 квітня 2017 року було оголошено, що компанія Sony Pictures Television займається адаптацією серії книг «Колесо часу» у співпраці з Red Eagle Entertainment і Radar Pictures. Шоуранером і виконавчим продюсером був призначений Рейф Джадкінс, в команду до якого увійшли Рік Селвідж, Ларрі Мондрегон, Тед Філд, Майк Вебер і Даррен Лемке. Вдова Роберта Джордана, Гарріет Макдугал, стане продюсером-консультантом серіалу.
2 жовтня 2018 року було оголошено, що компанія Amazon запустила серіал в розробку. Виробництвом займається підрозділ Amazon Studios.
Режисером перших двох епізодів стане Ута Бризевіц.

### Кастинг
У червні 2019 року стало відомо про те, що головну роль в серіалі виконає Розамунд Пайк.

### Знімання
Зйомки першого сезону почалися 16 вересня 2019 року. У березні 2020 року зйомки в Празі були зупинені через пандемію COVID-19. До квітня 2021 року зйомки епізодів першого сезону відновилися, а в травні 2021 року були завершені.
19 липня 2021 року почалися зйомки другого сезону.